# Плодопитомник (Прокоп'євський округ)
Плодопито́мник (рос. Плодопитомник) — селище у складі Прокоп'євського округу Кемеровської області, Росія.

## Населення
Населення — 463 особи (2010; 534 у 2002).
Національний склад (станом на 2002 рік):
- росіяни — 94 %